# Джейми и вълшебното фенерче
„Джейми и вълшебното фенерче“ е детски анимационен сериал от Великобритания.

## Герои
- Джейми (Jamie)
- Уорси (Wordsworth), кучето на Джейми
- Господин Мърморко (Mr. Boo)
- Капитан Па̀дналими (Officer Gotcha), който вместо крака има колело на велосипед, има навика да си изяжда палката
- Дръм Бръм (Strumpers Plunkett), носът му е като тромпет
- Wellybob, който прави всичко отзад напред
- Джоу-Джоу (Jo-Jo Help), изскача от земята, когато някой каже думата „помощ“; когато разбере за какво става дума изчезва с някакво оправдание
- Nutmeg
- Птицата Юху (The Yoo-hoo Bird), която прави номера и бяга от Капитан Падналими
- Хулизайо (Bully bunny), лош лилав заек

## В България
В България е излъчван в рубриката Лека нощ, деца по Първа програма на БТ през 1982-84 г. Васил Бъчваров озвучава всички герои.